# Boize
Die Boize ist ein 30 Kilometer langer rechter Nebenfluss der Sude im Norden Deutschlands.
Der Name leitet sich entweder von germanisch *Bōkina ('Buchenbach') ab oder von altpolabisch *Byčina ('Stierbach').
Der Fluss entspringt westlich des Schaalsees und des Seedorfer Küchensees im Osten Schleswig-Holsteins nahe dem Ort Seedorf auf einem Höhenniveau von etwa 40 m ü. NHN in einem Waldstück namens Birkenort. Von hier an verläuft die Boize in südlicher Richtung anfangs noch sehr kurvenreich, bis sie auf einem Teilstück östlich von Gudow die Landesgrenze zwischen Schleswig-Holstein und Mecklenburg-Vorpommern bildet.
Auf mecklenburgischem Territorium unterquert die größtenteils begradigte Boize bei Lüttow-Valluhn die Bundesautobahn 24 und verläuft von hier an parallel zur Bundesstraße 195. In Boizenburg/Elbe speist die Boize ein ringförmiges Grabensystem um die Innenstadt mit Wallanlage. Die letzten Meter des Flusses sind als Hafenanlage ausgebaut, an der sich auch die alte Elbewerft Boizenburgs befand. Hier am nördlichen Zipfel des Biosphärenreservats Flusslandschaft Elbe-Mecklenburg-Vorpommern mündet die Boize in die Sude, die selbst nach wenigen Metern rechtsseitig in die Elbe fließt.
Die Mündung der Sude wurde etwa 1983 vom Ort Gothmann in die Boizenburger Hafeneinfahrt verlegt, so dass die Boize zum Nebenfluss der Sude wurde. Zuvor mündete die Boize direkt in die Elbe.
Die Quelle der Boize liegt südlich der Nordsee-Ostsee-Wasserscheide, denn während das Wasser über Sude und Elbe in die Nordsee gelangt, entwässert der nur wenige Kilometer nördlich der Quelle gelegene Ratzeburger See über die Wakenitz in die Ostsee. Nebenflüsse der Boize sind unter anderem der Grenzgraben Klein-Zecher, der Gudower Grenzgraben, der Waldmoorbach, der Färbergraben und zahlreiche Entwässerungsgräben.
Das Aktionsbündnis Pro Boize setzt sich für eine schonende Gewässerunterhaltung, Renaturierung und den Rückbau von Wehren ein, um Fischen den Aufstieg zu ermöglichen und den ökologischen Zustand des Gewässers zu verbessern.
2010 erfolgte zwischen der Autobahn 24 und Greven eine ökologische Sanierung der Boize durch den Wasser- und Bodenverband Boize-Schaale-Sude mit Mitteln der EU.
Im Februar 2014 wurde die starke Verkrautung der Boize in Höhe Gewerbegebiet an der Autobahn 24 beseitigt.

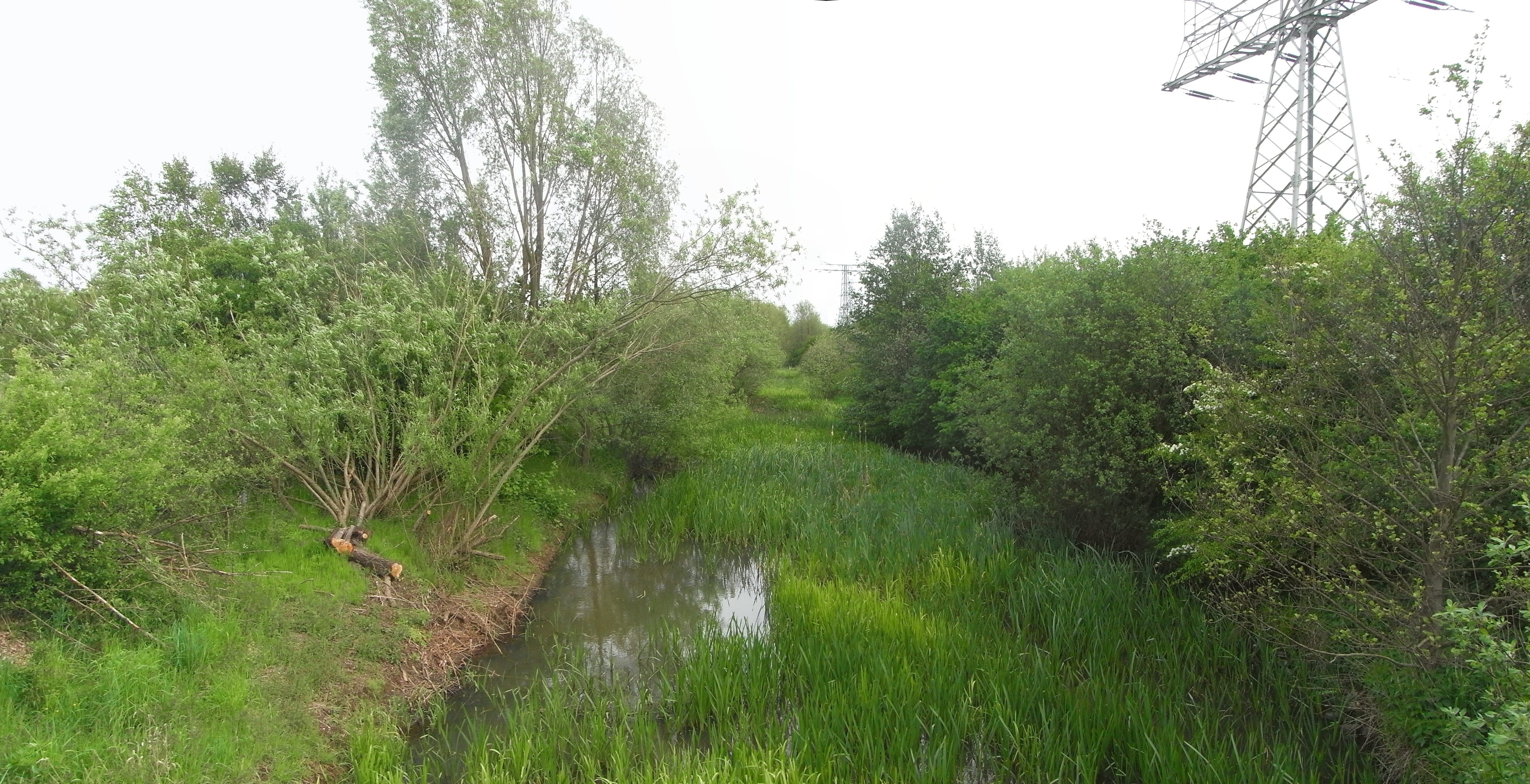
Verschilfte Boize südlich der Autobahn 24 im Frühjahr 2012
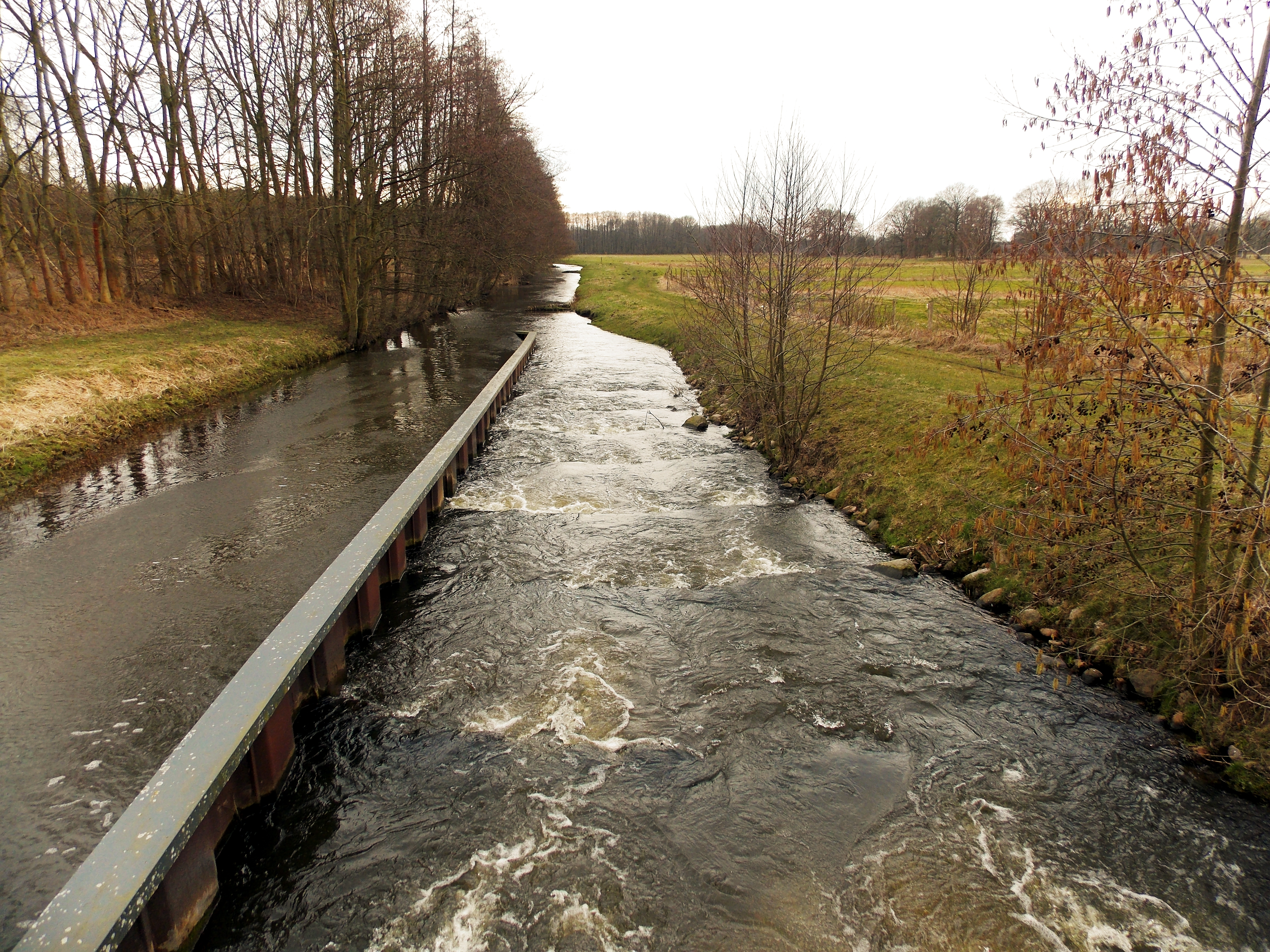
Fischtreppe am Wehr Gresse Bild 1
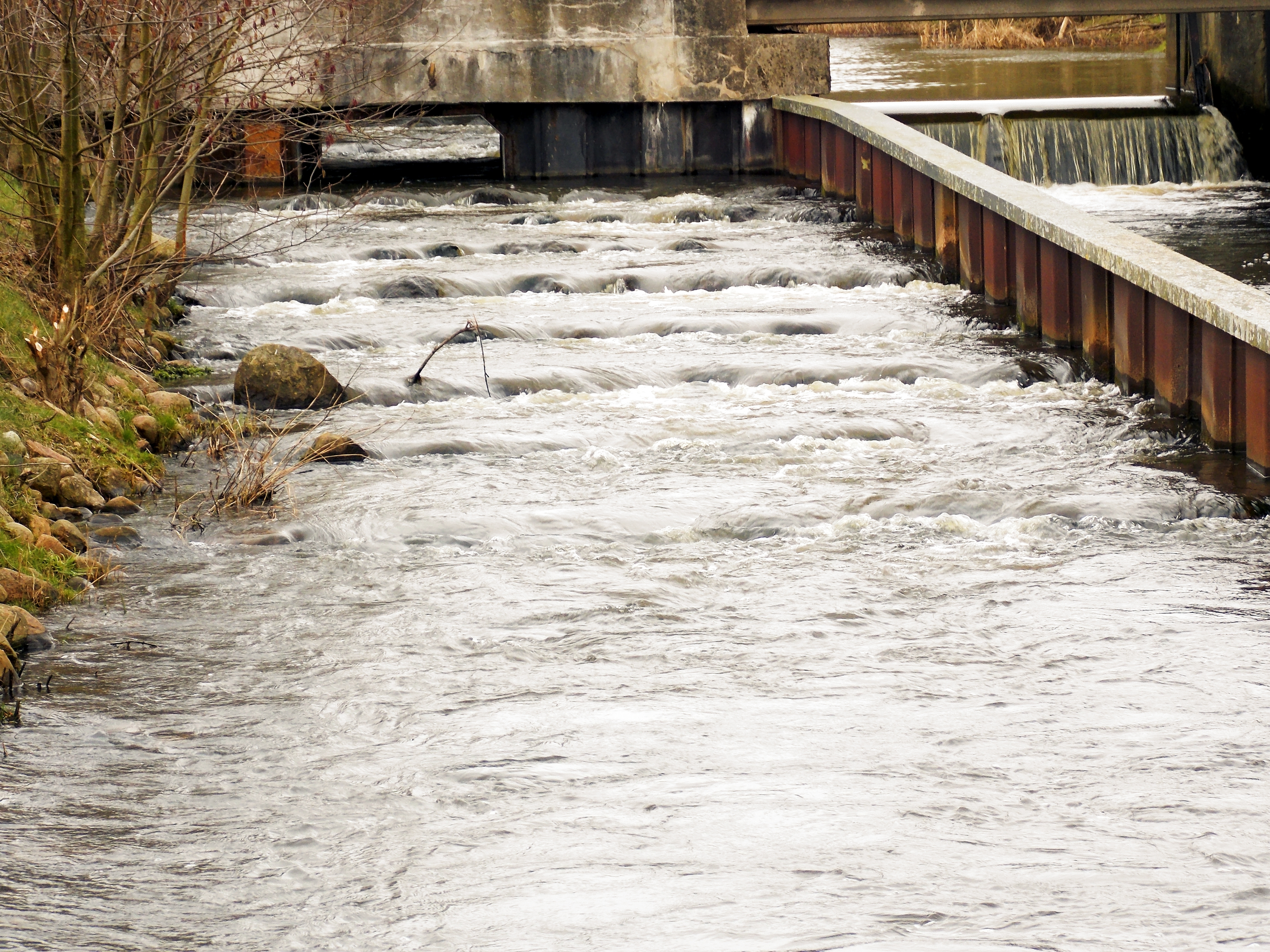
Fischtreppe am Wehr Gresse Bild 2
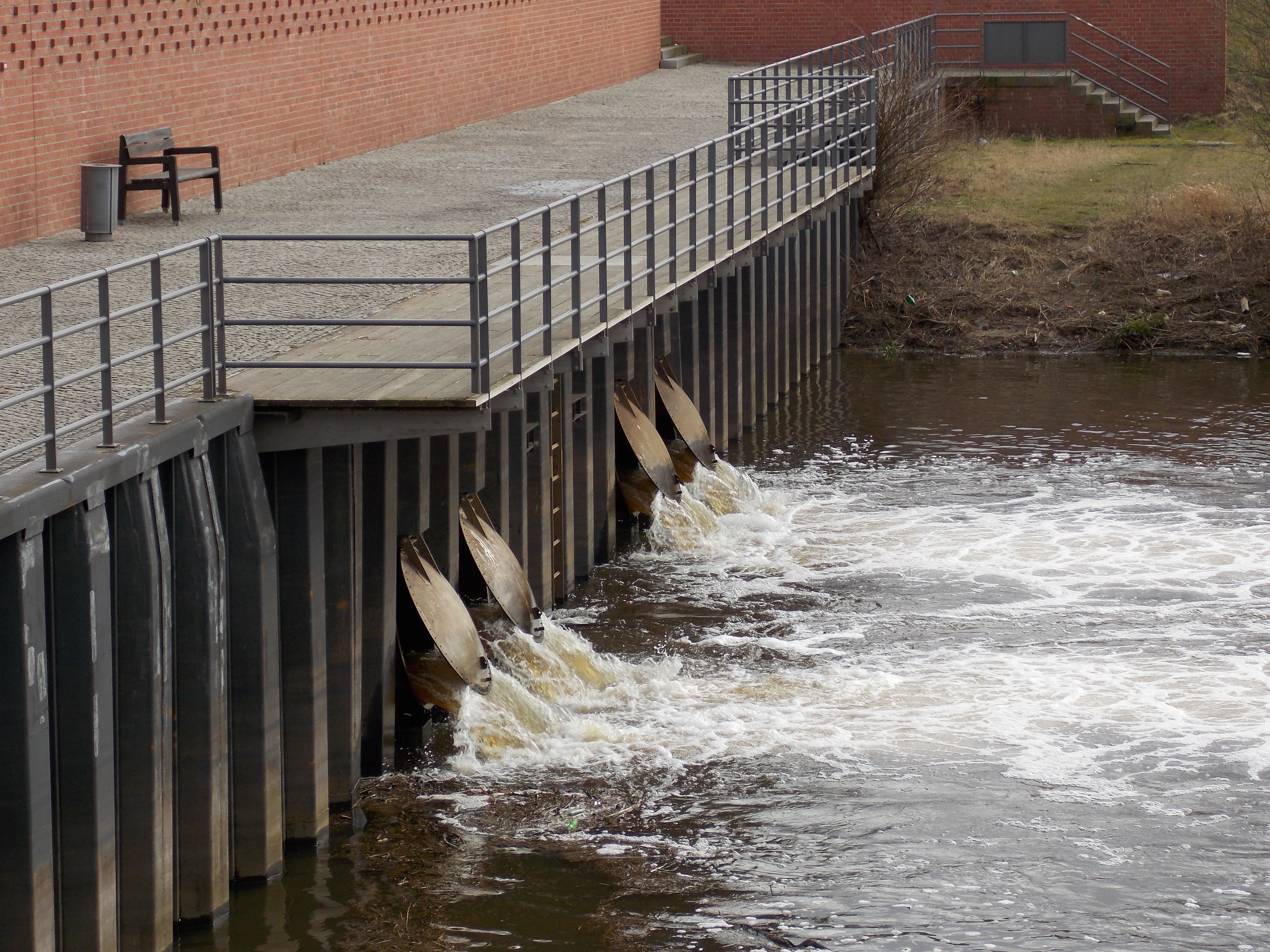
Zulauf der Boize in das Boizenburger Stadthafen-Becken
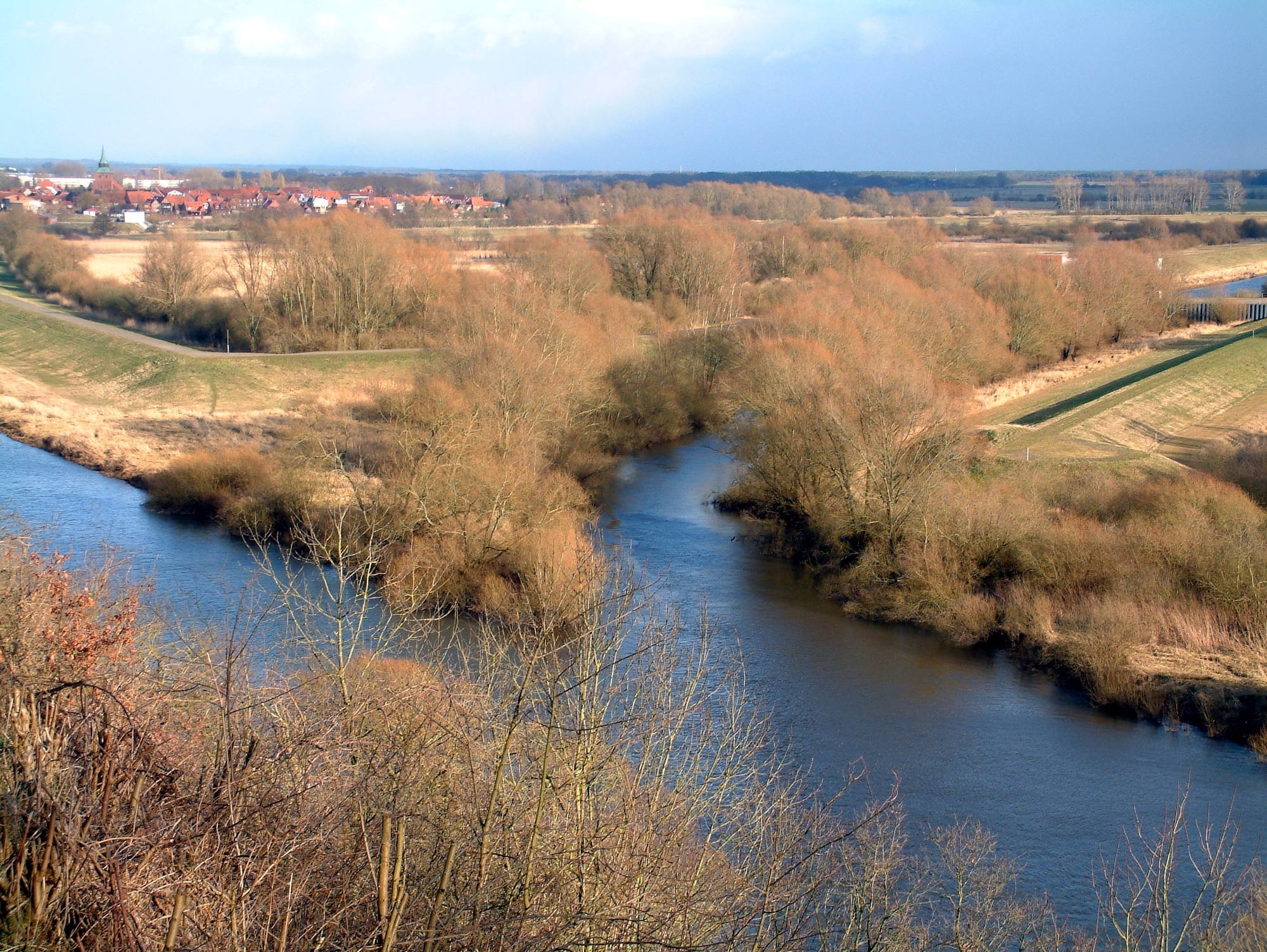
Die Sude vereinigt sich mit der Boize